# جوناثان لاركن
جوناثان لاركن هو سياسي أمريكي، ولد في 30 يناير 1984. نشط حزبياً في الحزب الديمقراطي. وقد انتخب عضو مجلس نواب أريزونا ‏.